# Calocheiridius granulatus
Espèce
Calocheiridius granulatus est une espèce de pseudoscorpions de la famille des Olpiidae.

## Distribution
Cette espèce est endémique du Tamil Nadu en Inde. Elle se rencontre vers Avadi.

## Publication originale
- Sivaraman, 1980 : « Pseudoscorpions from South India: a new genus and some new species of the super-family Garypoidea Chamberlin (Pseudoscorpionida: Diplosphyronida) ». Oriental Insects, vol. 14, p. 325-343.